# Allél
Az allél a kromoszóma egy adott lókuszán elhelyezkedő gén variációja. Példa rá több virágfaj színének változása virágzáskor. A folyamatot egy gén szabályozza, amelynek számos változata lehet, így fehér, piros színt eredményezve a virágban.
Egyes élőlények diploidok, azaz homológ kromoszómapárokkal, azon belül pedig egy gén két kópiájával rendelkeznek a szomatikus sejtjeikben. Egy olyan egyed, melyben ez a két kópia teljesen azonos, homozigótáról, melyben különbözik, heterozigótáról beszélünk.
Egy domináns allél akkor is kifejeződik, ha egy allél van jelen; míg egy recesszív allél csak párban tudja kifejteni hatását.
Természetesen vannak kivételek azt tekintve, hogy a heterozigóták milyen módon hatnak a fenotípusra. Egy kivétel  jelensége, melyet az emberi vércsoportoknál figyelhetünk meg. Az „A” vércsoportért felelős allél és a „B” vércsoportért felelős allél egyszerre is képes kifejeződni,  „AB” vércsoportot eredményezve.
A vad típusú allélt normálisnak, a mutáns allélt pedig az új változatnak tekintjük.

## Egyenletek
Két egyszerű egyenlet segít leírni az allélok gyakoriságát (Hardy–Weinberg-törvény):
1. Egyenlet: {\displaystyle p^{2}+2pq+q^{2}=1}
2. Egyenlet: {\displaystyle p+q=1}
[Megjegyzés: az első egyenlet triviálisan következik a másodikból - elemi algebra.]
Ahol a p a domináns allél, q a recesszív allél gyakorisága. p² azon egyedek száma, melyek dominánsak  heterozigóták a homozigóta recesszívek száma. A természetes szelekció képes hatni az első egyenlet összetevőire, míg egyértelműen befolyásolja a második egyenlet agyakoriságát.